# David Ogden
David Ogden (ur. 30 marca 1968 w Billinge) – brytyjski zapaśnik walczący w stylu wolnym. Olimpijczyk z Seulu 1988, gdzie odpadł w eliminacjach w kategorii 57 kg. Dziesiąty na mistrzostwach Europy w 1988 roku.
- Turniej w Seulu 1988

Przegrał z Japończykiem Ryō Kanehamą i Jürgenem Scheibe z RFN i odpadł z turnieju.
Mistrz kraju w 1984 (48 kg) i 1986 (58 kg).